# Liste der Biografien/Kelc
Liste der Biografien |
Portal Biografien |
Personensuche
# |
A |
B |
C |
D |
E |
F |
G |
H |
I |
J |
K |
L |
M |
N |
O |
P |
Q |
R |
S |
T |
U |
V |
W |
X |
Y |
Z |
?
 
Ka |
Kb |
Kc |
Kd |
Ke |
Kf |
Kg |
Kh |
Ki |
Kj |
Kl |
Km |
Kn |
Ko |
Kp |
Kr |
Ks |
Kt |
Ku |
Kv |
Kw |
Ky |
Kx |
Kz
 
Kea |
Keb |
Kec |
Ked |
Kee |
Kef |
Keg |
Keh |
Kei |
Kej |
Kek |
Kel |
Kem |
Ken |
Keo |
Kep |
Ker |
Kes |
Ket |
Keu |
Kev |
Kew |
Kex |
Key |
Kez
 
Kela |
Kelb |
Kelc |
Keld |
Kele |
Kelh |
Keli |
Kelk |
Kell |
Kelm |
Keln |
Kelo |
Kelp |
Kels |
Kelt |
Kelz
Die Liste der Biografien führt alle Personen auf, die in der deutschsprachigen Wikipedia einen Artikel haben. Dieses ist eine Teilliste mit 16 Einträgen von Personen, deren Namen mit den Buchstaben „Kelc“ beginnt.

## Kelc

### Kelce
- Kelce, Jason (* 1987), US-amerikanischer American-Football-Spieler
- Kelce, Travis (* 1989), US-amerikanischer American-Football-SpielerTravis Kelce (* 1989)

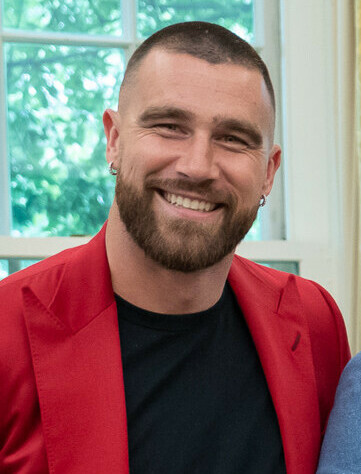
Travis Kelce (* 1989)

### Kelch
- Kelch, Christian (1657–1710), deutsch-baltischer Pfarrer und Chronist
- Kelch, Franz (1915–2013), deutscher Sänger (Bassbariton)
- Kelch, Günther (1917–1943), deutscher Eishockeyspieler
- Kelch, Holger (* 1967), deutscher Politiker (CDU), Oberbürgermeister von Cottbus (2014–2022)
- Kelch, Jan (1939–2017), deutscher Kunsthistoriker und Museumsdirektor
- Kelch, Karlheinz (* 1923), deutscher Militärarzt und Generalmajor der VP
- Kelch, Warwara Petrowna (1872–1959), russisch-französische Mäzenin
- Kelch, Wilhelm (1905–1991), deutscher Politiker (SPD)
- Kelch, Wilhelm Gottlieb (1776–1813), deutscher Mediziner in Königsberg
- Kelch-Nolde, Ingeborg (1914–1997), deutsche Bibliothekarin, Kunsthistorikerin und Journalistin
- Kelchen, Johann Heinrich von († 1810), russischer Mediziner
- Kelchner, Ernst (1831–1895), deutscher Historiker und Bibliothekar
- Kelchner, Johann Andreas (1789–1865), preußischer Hofrat
- Kelchtermans, Lambert (1929–2021), belgischer Abgeordneter, Senatspräsident und Bürgermeister